# Terminal Princesa Isabel
La Terminal Princesa Isabel es una terminal de ómnibus de la ciudad de São Paulo, Brasil. Ubicada en la región central de la ciudad, en la Alameda Glete 433 - Campos Elíseos - Centro. Es la única terminal que atiende a todas las área de la ciudad. Es atendida por 23 líneas y 2 más de pasaje.
Proyecto en estructura metálica del arquitecto João Walter Toscano, pionero en la utilización del acero en el Brasil. El proyecto forma parte de una renovación en el sector de transporte público en São Paulo. El proyecto además conserva un importante conjunto de árboles en la alameda y en la mitad del terreno.
El edificio enfatiza la horizontalidad en dos bloques que acompañan el suelo, compuesta de perfiles metálicos de alma llena apoyados en pilares tubulares metálicos, con abertura cenital en el techado para iluminación y ventilación natural.
- Datos: Q10380634